# Comté de Kent (Nouveau-Brunswick)
Pour les articles homonymes, voir Comté de Kent.
Le comté de Kent est situé à l'est de la province canadienne du Nouveau-Brunswick. La population du comté s'élevait à 30 475 habitants en 2016.
La majorité des habitants (72 %) sont d'expression maternelle française.

## Toponymie
Le comté est nommé en l'honneur du Prince Edward, duc de Kent, père de la reine Victoria.

## Histoire
L'ancien chef-lieu était Richibouctou, avant l'abolition des gouvernements de comté par la réforme du gouvernement Robichaud, Chances égales pour tous. 
Au milieu des années 1970, le comté était décrit par le Ministère de l'expansion économique régionale comme l'un des plus démunis au Canada. Le comté a connu une expansion considérable de sa population et du nombre d'entreprises en vingt ans.
Selon Donald J. Savoie, cette éclosion peut être attribuable aux réformes Robichaud et à la proximité du sud du comté avec la ville de Moncton.

## Géographie
Le comté est limitrophe du Comté de Westmorland au sud, du Comté de Queens au sud-ouest ainsi que du Comté de Northumberland au nord. Les circonscriptions électorales provinciales de Kent-Nord et Kent-Sud, y sont situées, ainsi qu'une part des circonscriptions fédérales de Beauséjour et Miramichi. 

## Économie
La transformation du poisson, la pêche, les métaux, la construction l'industrie forestière et la tourbe font partie intégrante de l'économie dans le comté de Kent. 
L'entreprise Kent Homes est installée à Bouctouche. Elle est l'une des plus importantes entreprises de construction de maisons au Nouveau-Brunswick. Imperial Manufacturing, à Richibucto, est spécialisée en chauffage et en ventilation. 
Quant au tourisme, le Parc national de Kouchibouguac attire des campeurs et des randonneurs à la région et l'Écocentre Irving (Dune de Bouctouche) est connue pour sa plage et sa passerelle. Le Pays de la Sagouine constitue l'une des attractions les plus populaires dans la région depuis sa fondation en 1992.

## Gouvernements locaux
| Numéro | Nom                       | Statut            | Population estimée (2021) | ± | Superficie (km²) | Densité |
| ------ | ------------------------- | ----------------- | ------------------------- | - | ---------------- | ------- |
| 26     | Beaurivage                | Ville             | 3601                      |   |                  |         |
| 31     | Beausoleil                | Communauté rurale | 7433                      |   |                  |         |
| 30     | Champdoré                 | Ville             | 4988                      |   |                  |         |
| 28     | Five Rivers               | Ville             | 3142                      |   |                  |         |
| 29     | Grand-Bouctouche          | Ville             | 5289                      |   |                  |         |
| 67     | Grande Lake (partie)      | Village           | 5485                      |   |                  |         |
| DR 6   | Kent                      | District rural    | 1733                      |   |                  |         |
| 32     | Maple Hills (partie)      | Communauté rurale | 8905                      |   |                  |         |
| 25     | Nouvelle-Arcadie (partie) | Village           | 3142                      |   |                  |         |

## Démographie
| 2001   | 2006   | 2011   | 2016   | 2021   |
| ------ | ------ | ------ | ------ | ------ |
| 31 383 | 31 449 | 30 833 | 30 475 | 32 169 |

## Administration
| Période                                  | Période | Identité        | Étiquette | Qualité |
| ---------------------------------------- | ------- | --------------- | --------- | ------- |
| 19??                                     | 19??    | Isaïe Melanson  |           | Fermier |
| 19??                                     | 1944    | M. Jonah        |           |         |
| 1944                                     | 19??    | Armand Richard  |           |         |
| 19??                                     | 195?    | Gilbert Bernard |           |         |
| Les données manquantes sont à compléter. |         |                 |           |         |

## Jumelage
- Châtellerault (France) depuis le 29 septembre 1984